# Eneko Bóveda
Eneko Bóveda Altube (Bilbao, 14 de dezembro de 1988) é um ex-futebolista espanhol que atuava como lateral-direito.

## Títulos
Athletic Bilbao
- Supercopa da Espanha: 2015